# Said Grada
Said Grada (ur. 18 lipca 1987 w Churibce) – marokański piłkarz, grający jako defensywny pomocnik w Youssoufia Berrechid.

## Klub

### Olympique Khouribga
Zaczynał karierę w Olympique Khouribga.
W sezonie 2011/2012 (pierwszym w bazie Transfermarkt) zagrał dwa mecze, w każdym zaliczał asystę.
W sezonie 2012/2013 zagrał 15 meczów, strzelił dwa gole i miał jedną asystę.
W sezonie 2013/2014 wystąpił w 12 spotkaniach.

### Moghreb Tétouan
1 lipca 2014 roku dołączył do Moghrebu Tétouan. W tym klubie zadebiutował 13 września 2014 roku w meczu przeciwko FAR Rabat (1:1). Zagrał całe spotkanie. Pierwszą asystę zaliczył 18 października 2014 roku w meczu przeciwko Hassania Agadir (1:1). Asystował przy golu Mohameda Abarhouna w 8. minucie. Pierwszego gola strzelił 22 kwietnia 2015 roku w meczu przeciwko Kawkab Marrakesz (wygrana 1:3). Do siatki trafił w 17. minucie. Łącznie zagrał 23 mecze, strzelił gola i miał trzy asysty. Zaliczył też występ na Klubowych Mistrzostwach Świata.

### Rapide Oued Zem
1 stycznia 2017 roku został zawodnikiem Rapide Oued Zem.

### Chabab Atlas Khénifra
23 stycznia 2018 roku podpisał kontrakt z Chabab Atlas Khénifra. W tym zespole debiut zaliczył 14 lutego 2018 roku w meczu przeciwko Difaâ El Jadida (3:3). Zagrał cały mecz. 5 maja 2018 roku zaliczył pierwszą asystę, jego zespół grał przeciwko FUS Rabat (porażka 4:1). Asystował przy golu Hichama Marchada w 29. minucie. Łącznie zagrał 13 meczów i zaliczył jedną asystę.

### Powrót do Moghrebu
1 września 2018 roku powrócił do Moghrebu Tétouan. Ponowny debiut zaliczył w tym klubie 28 listopada 2018 roku w meczu przeciwko Youssoufia Berrechid (wygrana 2:0). Na boisko wszedł w 77. minucie, zastępując Ayouba Mouddanego. Łącznie po powrocie zagrał 17 meczów, strzelił dwa gole i miał 3 asysty.

### Renaissance Zemamra
8 sierpnia 2019 roku został zawodnikiem Renaissance Zemamra. W tym zespole debiut zaliczył 15 września 2019 roku w meczu przeciwko Youssoufia Berrechid (wyg. 1:2). W debiucie strzelił gola – do bramki trafił w 15. minucie z rzutu karnego. Łącznie wystąpił w 6 spotkaniach i strzelił jednego gola.

### Youssoufia Berrechid
2 stycznia 2020 roku podpisał kontrakt z Youssoufia Berrechid. W tym zespole debiut zaliczył trzy dni później w meczu przeciwko Hassania Agadir (wygrana 3:1). Zagrał cały mecz. Pierwszego gola strzelił 1 lutego 2020 roku w meczu przeciwko Difaâ El Jadida (przegrana 2:1). Do siatki trafił w 66. minucie. Pierwszą asystę zaliczył 20 lutego 2020 roku w meczu przeciwko FUS Rabat (zwycięstwo 1:2). Asystował przy golu Aziza Ennakhliego. Łącznie zagrał 45 meczów, strzelił 3 gole i miał dwie asysty.

### Kolejne dwa powroty
17 sierpnia 2021 roku powrócił do Olympique Khouribga. Ponownie tam zadebiutował 11 września 2021 roku w meczu przeciwko Mouloudia Wadżda (0:0). Na boisku spędził 64 minuty. Łącznie zagrał 9 meczów.
7 września 2022 roku zaliczył kolejny powrót, tym razem do Youssoufia Berrechid.